# Ashes to Ashes (álbum de Chelsea Grin)
Ashes to Ashes (en español: Cenizas a las cenizas) es el tercer álbum de estudio de la banda de deathcore Chelsea Grin, el cual fue lanzado el 8 de julio de 2014 a través de Artery Recordings.

## Título del álbum
El título fue revelado el 6 de enero de 2014 por el vocalista Alex Koehler en una entrevista con Alternative Press.

## Sencillos
El 17 de diciembre de 2013, se lanzó la canción "Letters" como primer sencillo del álbum en la web oficial de Alternative Press. El 12 de mayo de 2014, se lanzó el segundo sencillo Angels Shall Sin, Demons Shall Pray a través de un vídeo lírico en el canal de YouTube de su discográfica. El tercer sencillo Playing With Fire fue lanzado el 4 de junio de 2014 en el canal de VEVO de Chelsea Grin. La banda decidió lanzar un cuarto sencillo, la canción Sellout fue publicada en VEVO el 10 de junio.

## Lista de canciones
La lista de canciones fue revelada el 8 de mayo de 2014 junto con la portada del álbum.

| N.º   | Título                                | Duración |  |
| 1.    | «Playing With Fire»                   | 3:56     |  |
| 2.    | «Pledge Allegiance»                   | 4:05     |  |
| 3.    | «Morte ætérna»                        | 3:35     |  |
| 4.    | «Nightmares»                          | 5:12     |  |
| 5.    | «Illuminate»                          | 5:56     |  |
| 6.    | «Sellout»                             | 3:38     |  |
| 7.    | «Waste Away»                          | 4:29     |  |
| 8.    | «Ashes»                               | 1:17     |  |
| 9.    | «...To Ashes»                         | 2:16     |  |
| 10.   | «Angels Shall Sin, Demons Shall Pray» | 3:13     |  |
| 11.   | «Letters»                             | 4:26     |  |
| 12.   | «Cheers To Us»                        | 3:10     |  |
| 13.   | «Clockwork»                           | 4:31     |  |
| 14.   | «Undying»                             | 5:07     |  |
| 15.   | «Dust To Dust...»                     | 5:12     |  |
| 59:47 |                                       |          |  |

## Miembros y personal
Chelsea Grin
- Alex Koehler – voz
- Jason Richardson – guitarra líder, programación
- Dan Jones – guitarra rítmica
- Jake Harmond – guitarra rítmica
- David Flinn – bajo
- Pablo Viveros – batería